# Cratere Chom
Chom  è un cratere sulla superficie di Marte.